# 漆咸樓
漆咸樓（英語：Chatham House），正式名稱為皇家國際事務研究所（英語：The Royal Institute of International Affairs），是一位於倫敦的非營利非政府的智庫組織；其使命為分析國際事務與時事及推廣其認識，亦為知名漆咸樓原則（發表言論者身份及個人關係需保密以利自由討論）的發源地。
漆咸樓之研究常引領世界議題及新提案，故被廣泛認同為世界國際事務領域的領導機構。截至2013年，漆咸樓被美國賓州大學的全球關鍵智庫指標評比報告排名為世界第二、美國境外第一，僅次於美國的布魯金斯研究院；美國《外交政策》雜誌亦稱其為美國境外排名第一的智庫。

## 組織與成員
來自英國不同政黨，漆咸樓現有三位領導者：前英國首相約翰·梅傑、前自由民主黨黨魁及駐波斯尼亞及黑山歐盟特別代表柏迪·阿什當、前英國檢察總長帕特里夏·斯科特兰。
為了要鼓勵國際事務及政策的討論，漆咸樓主要以從事政策研究及會談為主，開放任何人及組織加入其成員，包括企業、學術單位、非政府組織及個人成為會員，儘管漆咸樓仍被批評反映建制派的世界觀。

## 歷史
1920年，在1919年巴黎和會之後皇家國際事務研究所正式成立，時其名曰「國際事務研究所」；1923年，因獲贈該所取得其會址擁有權。2004年9月，研究所正式以該會址建築物－「漆咸樓」為機關名稱，但「皇家國際事務研究所」一名仍有人用。

## 漆咸樓獎
漆咸樓獎於2005年設立，以水晶獎杯及英國女皇簽發的卷軸奬勵對該年國際關係改善做出最重要貢獻的人士。

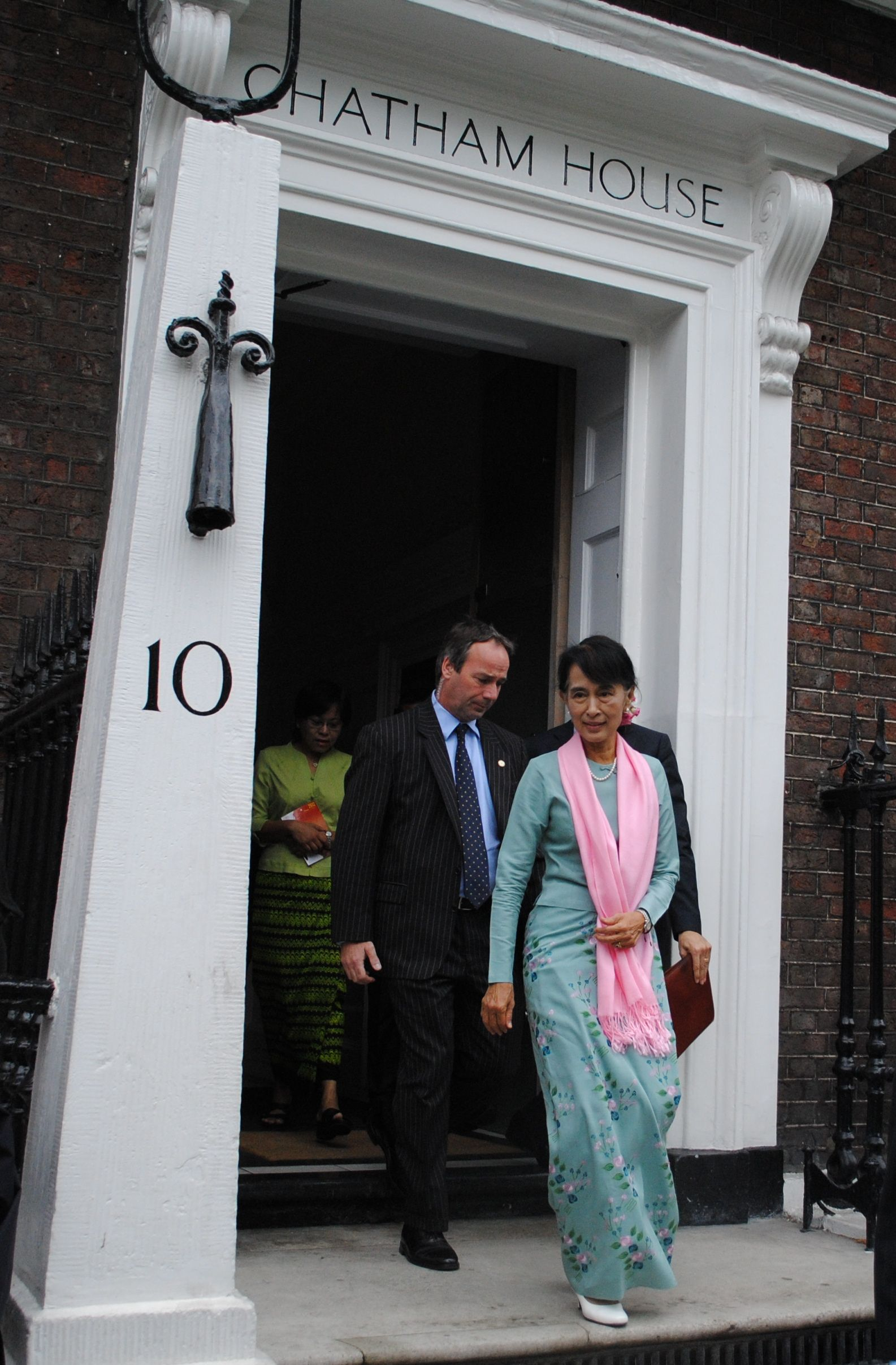
2012年6月22日翁山蘇姬在獲得漆咸樓奬與發表負責任的投資緬甸演說後正要離開相片

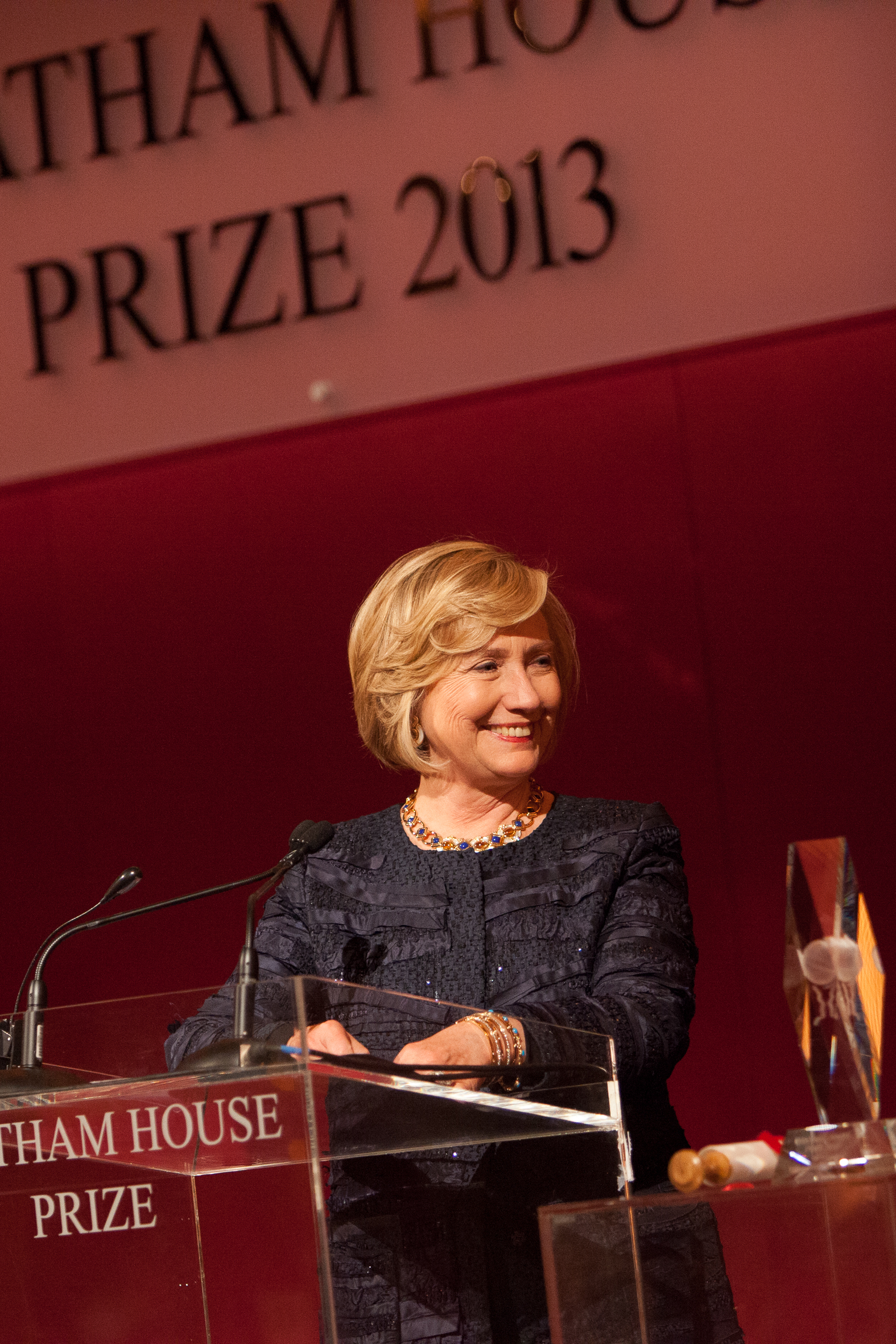
2013年漆咸樓奬獲獎者希拉蕊·羅登·柯林頓

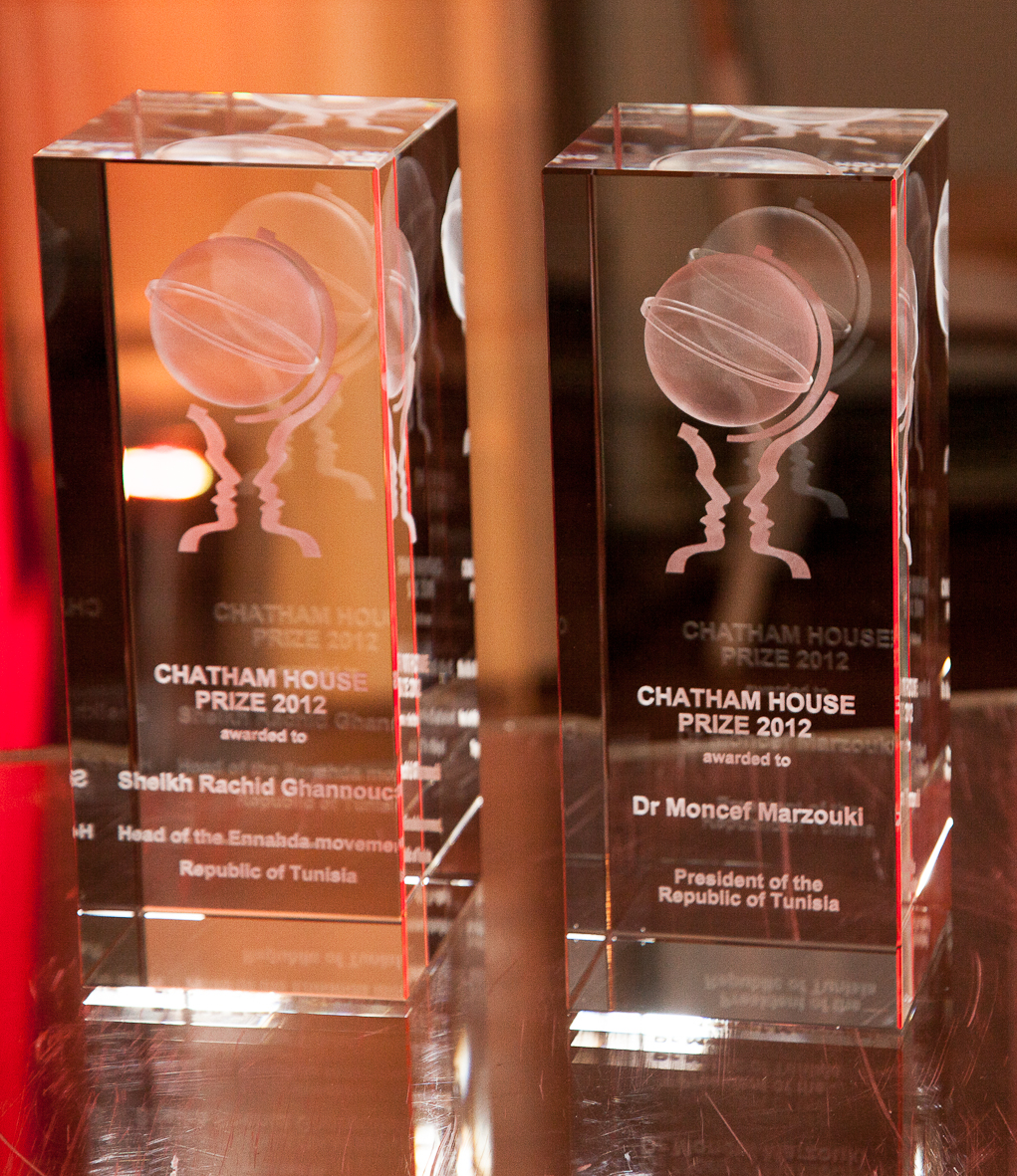
2012年漆咸樓獎獎杯

獲獎名單
| 年   | 名稱                                                                                                | 國家     |
| ---- | --------------------------------------------------------------------------------------------------- | -------- |
| 2005 | 烏克蘭總統 維克多·安德烈耶維奇·尤先科                                                               | 乌克兰   |
| 2006 | 莫桑比克總統 若阿金·希薩諾                                                                          | 莫桑比克 |
| 2007 | 卡達 谢哈·莫扎·宾特·纳赛尔·阿尔-米斯那德王妃                                                        |          |
| 2008 | 加納總統 約翰·庫福爾                                                                                |          |
| 2009 | 巴西總統 路易斯·伊纳西奥·卢拉·达席尔瓦                                                              | 巴西     |
| 2010 | 土耳其總統 阿卜杜拉·居爾                                                                            | 土耳其   |
| 2011 | 緬甸反對黨領袖翁山蘇姬                                                                              | 緬甸     |
| 2012 | 突尼西亞總統 蒙瑟夫·馬佐基與拉希德·加努希                                                           | 突尼西亞 |
| 2013 | 美國國務卿 希拉蕊·羅登·柯林頓                                                                       | 美国     |
| 2014 | 比爾與梅琳達·蓋茨基金會 共同創辦人 梅琳達·蓋茲                                                      | 美国     |
| 2015 | 無國界醫生                                                                                          | 瑞士     |
| 2016 | 伊朗外長 穆罕默德·賈瓦德·扎里夫                                                                     | 伊朗     |
| 2016 | 美國國務卿 约翰·克里                                                                                | 美国     |
| 2017 | 哥倫比亞總統 胡安·曼努埃爾·桑托斯                                                                   | 哥伦比亚 |
| 2018 | 保護記者委員會                                                                                      | 美国     |
| 2019 | 大衛·艾登堡爵士 以及 朱利安·赫克托                                                                  | 英国     |
| 2020 | 馬拉威憲法法院法官 Healey Potani, Ivy Kamanga, Redson Kapindu, Dingiswayo Madise 以及 Michael Tembo | 马拉维   |

## 外部連結
- 漆咸樓官網 （页面存档备份，存于）
- 英國歷史建築 （页面存档备份，存于）

51°30′28″N 0°08′10″W / 51.5077°N 0.1360°W